# Ramessoum (Arbollé)
Pour les articles homonymes, voir Ramessoum.
Ramessoum est une localité située dans le département d'Arbollé de la province du Passoré dans la région Nord au Burkina Faso.

## Géographie
Ramessoum est situé à 5 km à l'est d'Arbollé, le chef-lieu du département, et à environ 33 km au sud-est de Yako. Le village est également à 3 km de la route nationale 2 allant vers le nord-ouest du pays.

## Santé et éducation
Le centre de soins le plus proche de Ramessoum est le centre de santé et de promotion sociale (CSPS) d'Arbollé tandis que le centre médical avec antenne chirurgicale (CMA) de la province se trouve à Yako.